# Henriette de Nevers (1542-1601)
Pour les articles homonymes, voir Henriette de Nevers.
Pour les autres membres des familles, voir Maison de La Marck et Maison Gonzague.
Henriette de Nevers dite aussi Henriette de Clèves, née le 31 octobre 1542 à La Chapelle-d'Angillon et morte le 24 juin 1601 à Paris, était une aristocrate du rameau de Clèves-Nevers de la maison de La Marck.

## Biographie
Henriette était le deuxième enfant et la fille aînée de François Ier (1516-1561), duc de Nevers et comte de Rethel et de Marguerite de Bourbon-Vendôme (1516-1559 ; fille de Charles duc de Vendôme, lui-même fils de François et de Marie de Luxembourg). Sœur de Marie de Clèves et de Catherine de Clèves, elle eut pour parrain, à son baptême, le fils du roi de France François Ier, le dauphin Henri qui sera plus tard le roi Henri II.
À la mort de son père, en 1561, la succession à la tête des fiefs de Nevers et de Rethel fut assumée par son frère aîné François II qui décéda l'année suivante, puis par son frère cadet Jacques qui décéda deux ans après, en 1564.
Ses frères n'ayant pas de descendance, Henriette devient donc duchesse de Nevers et comtesse de Rethel.
Âgée de 23 ans, elle épousa, le 4 mars 1565 à Moulins, en Bourbonnais, Louis de Gonzague, alors âgé de 25 ans, prince de Mantoue, naturalisé français, qui combattait les troupes espagnoles au service du roi Charles IX. Ils avaient tous deux un point commun familial : leurs grand-mères, Françoise d'Alençon pour Henriette et Anne d'Alençon pour Louis, étaient sœurs.
Ils eurent cinq enfants :
- Catherine (1568-1629) qui épousera, en 1588, Henri Ier d'Orléans, duc de Longueville
- Henriette (1571-1601) qui épousera, en 1599, Henri de Lorraine, duc de Mayenne et d'Aiguillon
- Frédéric (1573-1574)
- François (1576-1580)
- Charles (1580-1637) qui succèdera à ses parents à la tête des duchés de Nevers et Rethel, puis deviendra duc de Mantoue et de Montferrat

En 1581, eu égard aux services rendus par Louis aux rois de France Charles IX et Henri III, ce dernier érige le comté de Rethel en duché au bénéfice de Louis.
Henriette mourut en son hôtel de Nevers à Paris, en 1601, dans sa cinquante-neuvième année. Elle fut enterrée dans la cathédrale de Nevers.

## La duchesse de Nevers en littérature

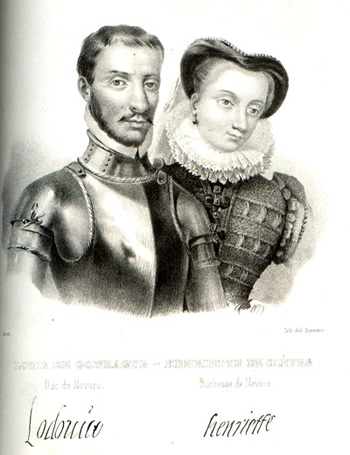
Henriette de Nevers et son mari Louis Gonzague,
lithographie du XIXe siècle.

- Henriette de Nevers joue un rôle non négligeable dans le roman La Reine Margot d'Alexandre Dumas (1844-1845). "Cette belle et rude catholique"[1] est le prototype même de l'aristocrate libre :

- Non pas ! non pas, Henriette ! allons chez toi ; le duc de Guise n'y est pas, ton mari n'y est pas ?  
- Oh ! non ! s'écria la duchesse avec une joie qui fit étinceler ses beaux  yeux couleur d'émeraude ; non ! ni mon beau-frère, ni mon mari, ni  personne ! Je suis libre, libre comme l'air, comme l'oiseau, comme le  nuage... Libre, ma reine, entendez-vous ? Comprenez-vous ce qu'il y a de  bonheur dans ce mot : libre ?... Je vais, je viens, je commande ! Ah ! pauvre reine ! vous n'êtes pas libre, vous !
Elle est une grande amie de Marguerite de Valois, dite la reine Margot et a pour amant, dans le roman, le très catholique Coconnas qui perdra la vie avec son ami La Môle (Ils seront décapités tous les deux)
- Agrippa d'Aubigné dans Les Aventures du baron de Fæneste (IV, 13, "Grotesque de la Terne") la représente dans une peinture dont le sujet est une procession en 1590 :

« Madame de Nevers  qui arrivoit, leur crie : Ne vous fachez point ; faisons la retraite. Savez vous pas bien que les bossues et les boiteuses doivent estre au cul de la procession ? » (édition de Prosper Mérimée, p. 301).

## La duchesse de Nevers au cinéma

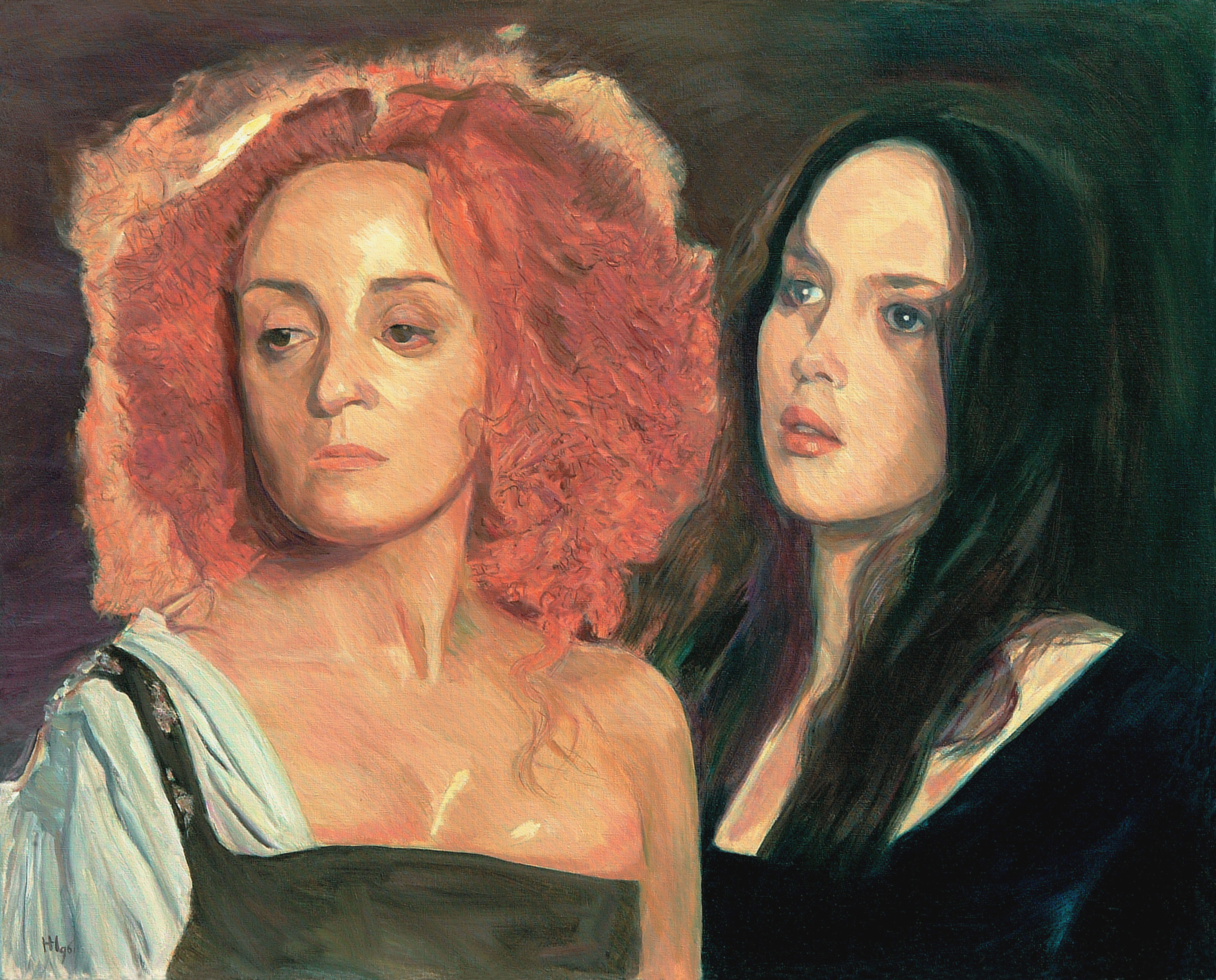
Les actrices Dominique Blanc en Henriette de Nevers (à gauche) et Isabelle Adjani dans le film La Reine Margot, peinture de Hubertine Heijermans, 1996

Henriette de Nevers a été plusieurs fois représentées à l'écran dans des adaptations du roman La Reine Margot de Dumas.
Dans La Reine Margot de 1914 de Henri Desfontaines, son rôle est joué par Marcelle Schmitt. En 1954, dans l'adaptation de Jean Dréville, elle est incarnée par l'actrice italienne Fiorella Mari. Dans celle réalisée en 1993 par Patrice Chéreau avec Isabelle Adjani, le personnage d'Henriette de Nevers est interprété par la comédienne Dominique Blanc.